# Masca (bướm đêm)
Masca  là một chi bướm đêm thuộc họ Erebidae.

## Hình ảnh

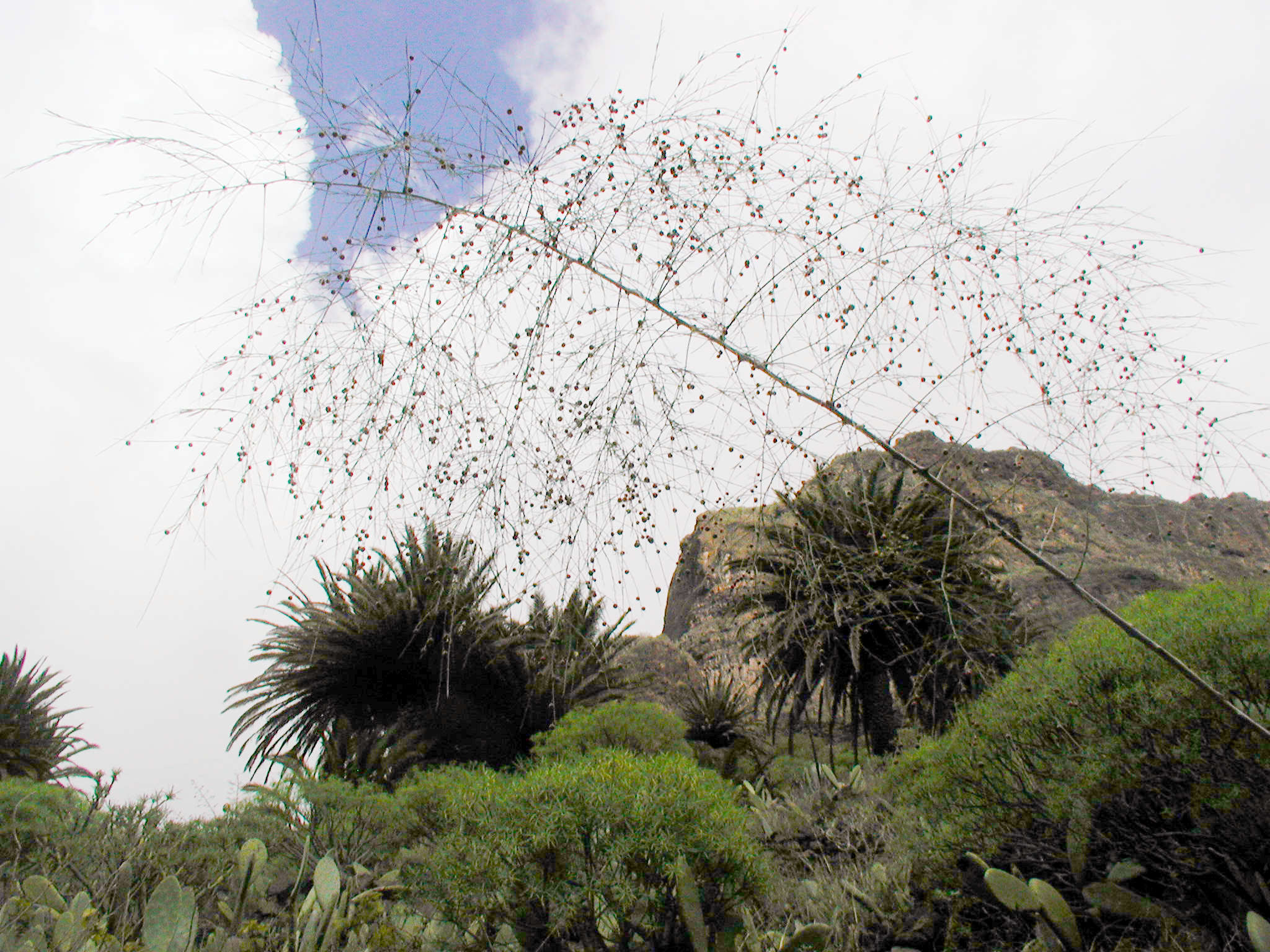
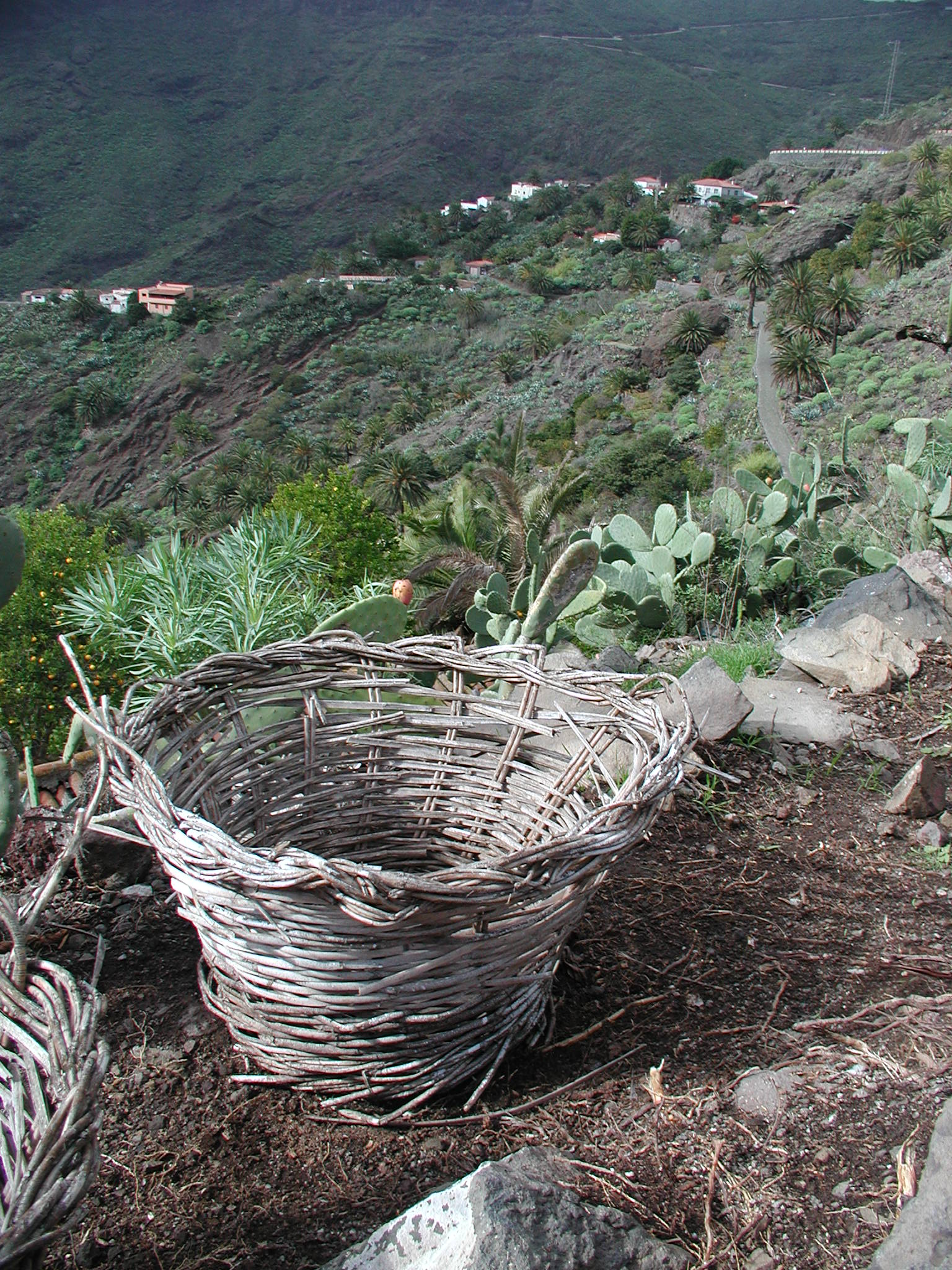
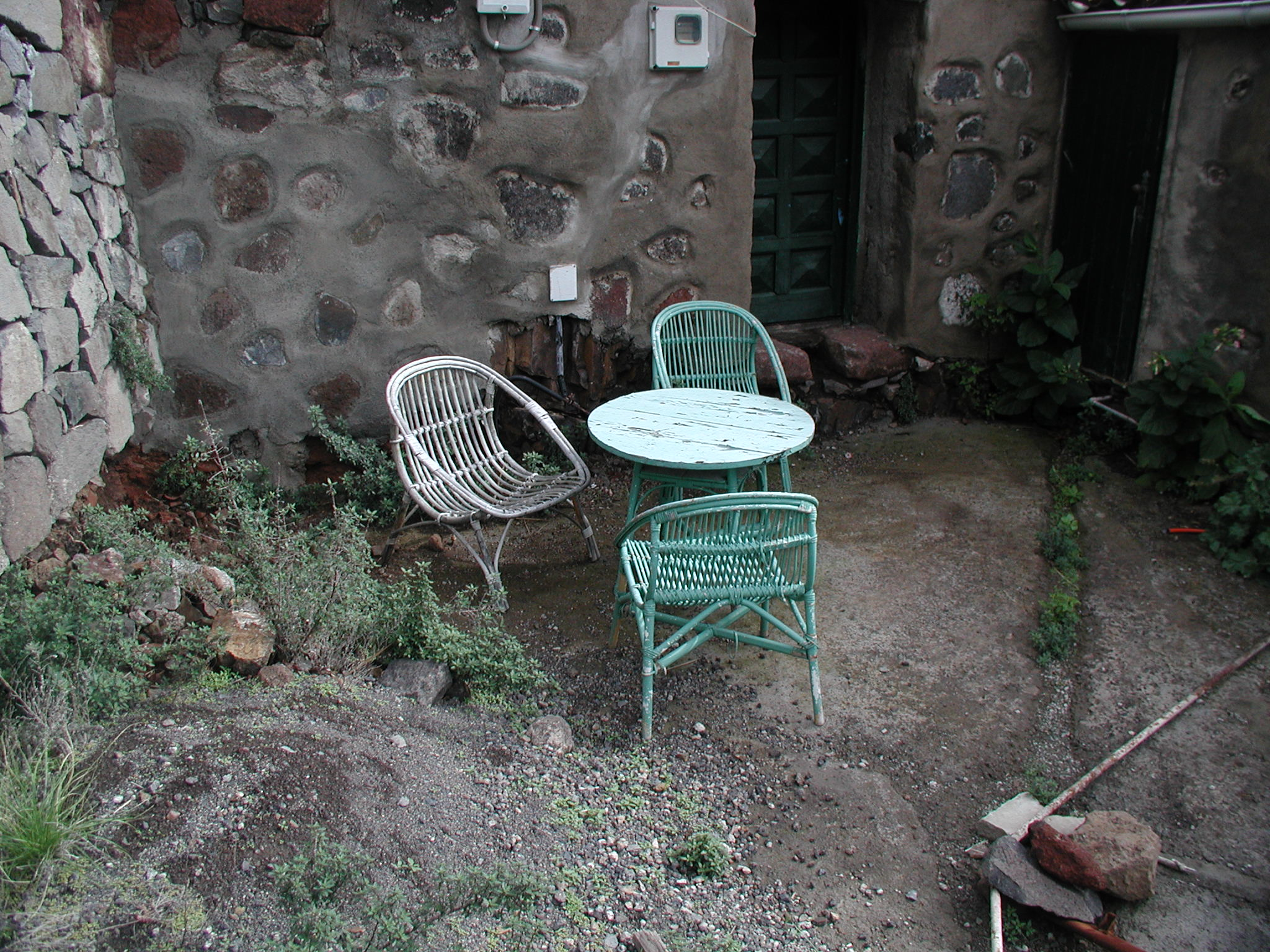
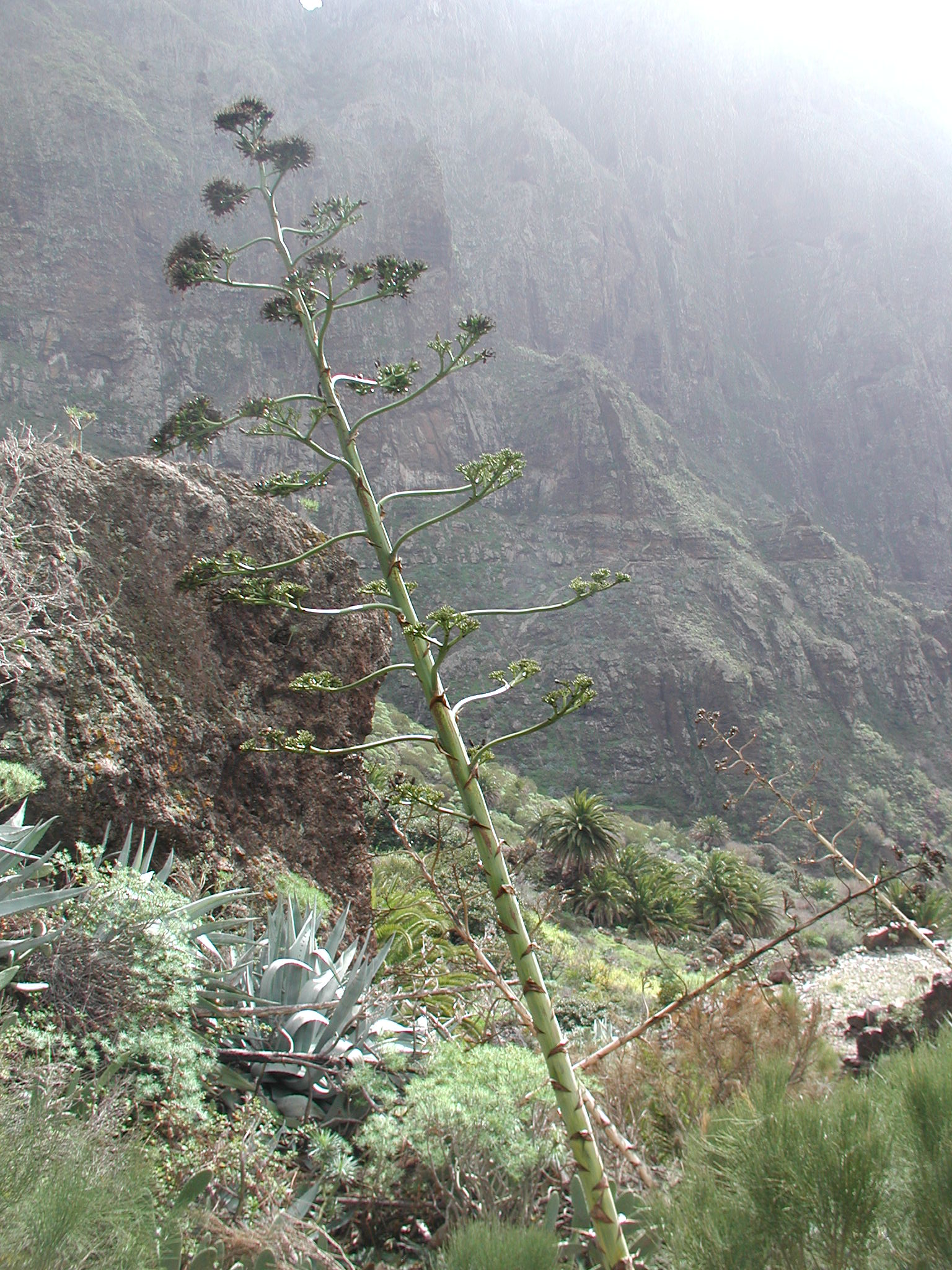